# Косинов, Артём Викторович
Артём Викторович Косинов (род. 31 июля 1986, Бишкуль, Северо-Казахстанская область) — казахстанский легкоатлет, мастер спорта Республики Казахстан международного класса, участник Олимпиады 2012 года в Лондоне.

## Биография
С 2006 года выступает за Алматинскую область, живёт в Талдыкоргане. Тренируется у Мурата Джузгенбаева.
Победитель Медео-марафона 2008 года в полумарафоне.
На командном чемпионате России установил рекорд Казахстана в стиплчезе (3000 м) — 8.31,06. 9 июня 2012 года на Мемориале Сезми Ора в Стамбуле установил новый рекорд Казахстана в той же дисциплине — 8.27,44. А через несколько дней на Вызове Москвы установил окончательный рекорд — 8.24,15
Путёвку на Летние Олимпийские игры 2012 года выиграл на открытом чемпионате России 2012 года.
На Олимпиаде, показав в предварительном раунде 34 место (при результате 8.42,27), к основным соревнованиям допущен не был.
Окончил Жетысуский государственный университет. Женат.